# Vertus
Vertus foi uma antiga comuna francesa na região administrativa de Grande Leste, no departamento de Marne. Estendia-se por uma área de 35,68 km². Em 2010 a comuna tinha 3 499 habitantes (densidade: 98,1 hab./km²).
Em 1 de janeiro de 2018, passou a fazer parte da nova comuna de Blancs-Coteaux.